# Matthew Thiessen
Matthew Thiessen (ur. 12 sierpnia 1980) – kanadyjsko-amerykański muzyk, główny wokalista i tekściarz grupy Relient K. Wraz z zespołem wydał 6 studyjnych albumów (w tym 3 ze statusem złotej płyty). Matthew kierował też niewielkim projektem „Matthew Thiessen and the Earthquakes”. W 2009 roku wspomagał Owl City w produkcji płyty „Ocean Eyes”.

## Początki
Thiessen urodził się w St. Catharines w Ontario. Jego rodzice rozwiedli się, gdy Matthew miał sześć lat. Po powtórnym zamążpójściu jego matki rodzina przeniosła się to Bolivar (Ohio), gdzie przyszły muzyk spotkał Mattew Hoopesa i Briana Pittmana, z którymi w 1998 roku założył zespół. 

## Kariera muzyczna

### Relient K
Matthew Thiessen założył wraz z Hoopesem i Pittmanem w roku 1998 zespół chrześcijański Relient K. Pierwsze demo zespołu (All Work And No Play) zainteresowało Toby'ego McKeehana, który pomógł zespołowi podpisać kontrakt z wytwórnią Gotee Records. W latach 2000-2003 zespół wydał trzy albumy studyjne, album o tematyce bożonarodzeniowej i cztery EP-y. W roku 2004 czwarty album Relient K wydany został zarówno w wytwórni Capitol Records jak i Gotee. Odniósł on wielki sukces i uplasował się na piętnastym miejscu listy Billboard 200. W dość krótkim czasie ich wcześniejsze albumy, Two Lefts Don't Make a Right... But Three Do (2003) i The Anatomy of the Tongue in Cheek (2001), również pokryły się złotem. W roku 2007 wytwórnie Gotee, Capitol i EMI wypuściły na rynek piąty już studyjny krążek zespołu Five Score and Seven Years Ago, który zostały sklasyfikowany na szóstym miejscu listy Billboard 200. Po wydaniu podwójnego EP-a The Bird and the Bee Sides w roku 2008 Relient K związał się z wytwórnią podlegającą Gotee Records, Mono Vs. Stereo, z którą nagrali szósty album Forget and Not Slow Down. 
W zespole Thiessen od zawsze pełnił funkcję wokalisty, gitarzysty, tekściarza i producenta.

### Projekty solowe i powiązania
Oprócz gry w Relient K Thiessen jest również członkiem projektu Matthew Thiessen and the Earthquakes. W ramach projektu wydanych zostało pięć piosenek oraz kilka coverów Relient K. W 2010 roku Matthew oznajmił, że zamierza nagrać w ramach projektu album studyjny.
Thiessen współpracował kilka razy z Jonem Foremanem (Switchfoot), m.in. zaprosił go do pomocy w nagraniu Deathbed z Five Score and Seven Years Ago, oboje nagrali również kawałek Rebuild. 
W roku 2009 Thiessen nagrał razem z Owl City utwór Fireflies oraz pomógł w promocji jego albumu Ocean Eyes. 
Inni artyści, z którymi współpracował Thiessen to John Reuben, TobyMac i The Fold.

### Style muzyczne i wpływy
Thiessen w dzieciństwie pod wpływem fascynacji muzyką Scotta Joplina (szczególnie muzyką z filmu The Sting) zapisał się na lekcję gry na pianinie w wieku siedmiu lat. Jako nastolatek pod wpływem Nirvany i Silverchair podjął naukę gry na gitarze. W pierwszy latach po założeniu Relient K Matthew czerpał inspiracje głównie z utworów pop-punkowych jak NOFX, Less Than Jake, Ghoti Hook, MxPx czy Goldfinger. W jednym z wywiadów zapytany o ulubione zespoły wymienił również Simon & Garfunkel, Bena Foldsa czy The Beach Boys. 

## Życie prywatne
Matthew Thiessen przez jakiś czas związany był z piosenkarką Katy Perry, która wtedy używała jeszcze swojego prawdziwego nazwiska i wykonywała muzykę gospel. Para nagrała razem kawałek „Long Shot”, który spopularyzowany został przez przyjaciółkę piosenkarki Kelly Clarkson. Z niewyjaśnionych przyczyn kilka lat temu ich związek się rozpadł i pojawiły się plotki, jakoby utwory Perry – Thinking of You i Ur So Gay – oraz Relient K – Which to Bury, Us or the Hatchet – miały być swego rodzaju odpowiedzią na zakończony związek muzyków.
W roku 2008 Thiessen oświadczył się prezenterce porannego programu radiowego Mojo in the Morning Shannon Murphy. Para planowała ślub na 22 sierpnia 2009, lecz Murphy zerwała zaręczyny twierdząc, że Matthew nie był wobec niej szczery.